# La Bastide-de-Sérou
La Bastide-de-Sérou (okcitansko La Bastida de Seron) je naselje in občina v južnem francoskem departmaju Ariège regije Jug-Pireneji. Leta 1999 je naselje imelo 907 prebivalcev.

## Geografija
Naselje se nahaja ob vznožju Pirenejev ob reki Arize, 16 km severozahodno od središča departmaja Foix.

## Uprava
La Bastide-de-Sérou je sedež istoimenskega kantona, v katerega so poleg njegove vključene še občine Aigues-Juntes, Allières, Alzen, Cadarcet, Durban-sur-Arize, Larbont, Montagagne, Montels, Montseron, Nescus, Sentenac-de-Sérou in Suzan s 1.947 prebivalci.
Kanton je sestavni del okrožja Foix.